# Пахіподіум Ламера
Пахіподіум Ламера (Pachypodium lamerei Drake) — вид сукулентних рослин з роду пахіподіум (Pachypodium), родини кутрових (Apocynaceae). Народна назва — «мадагаскарська пальма».

## Загальна біоморфологічна характеристика

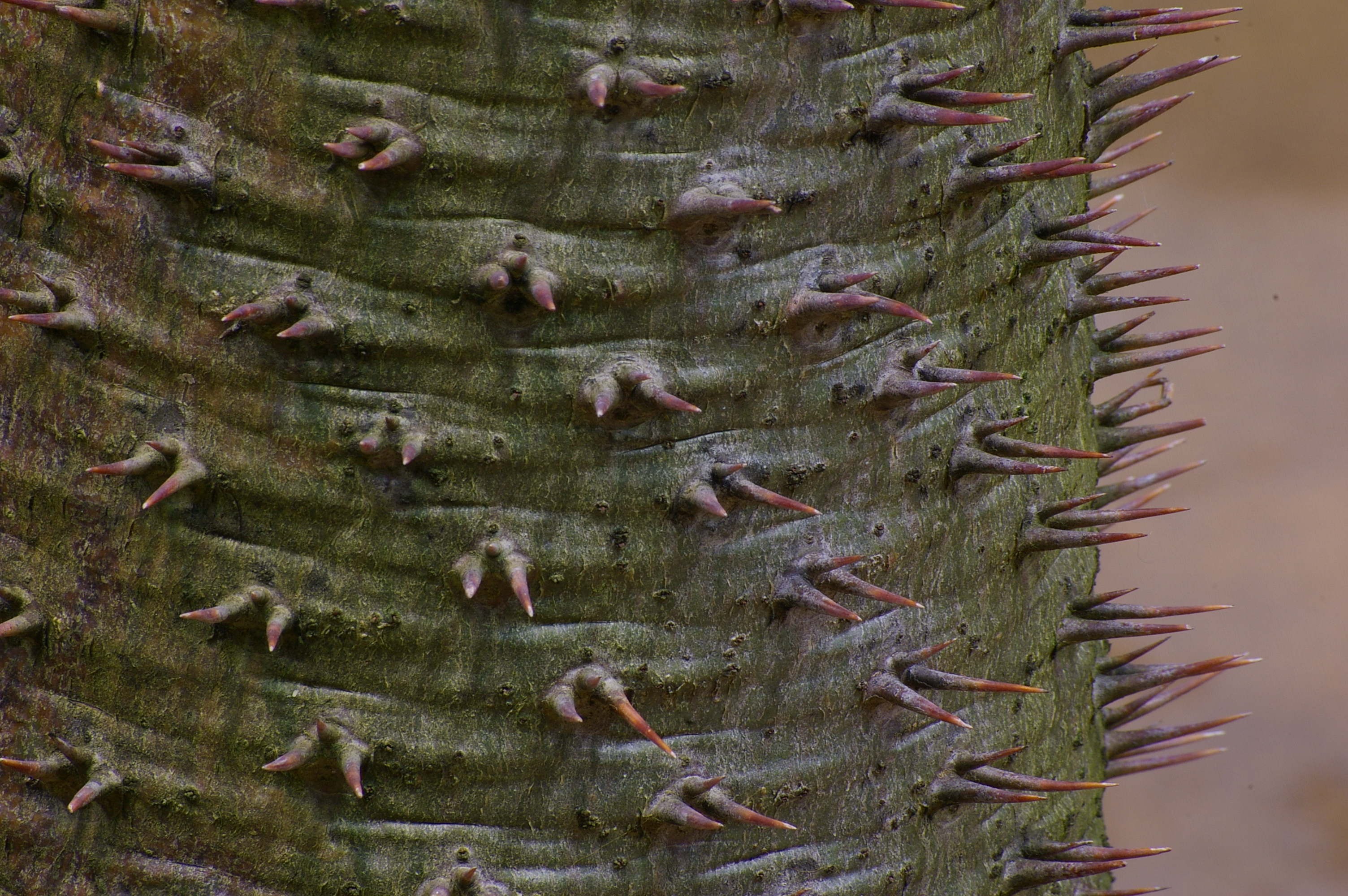
Стовбур пахіподіума Ламера

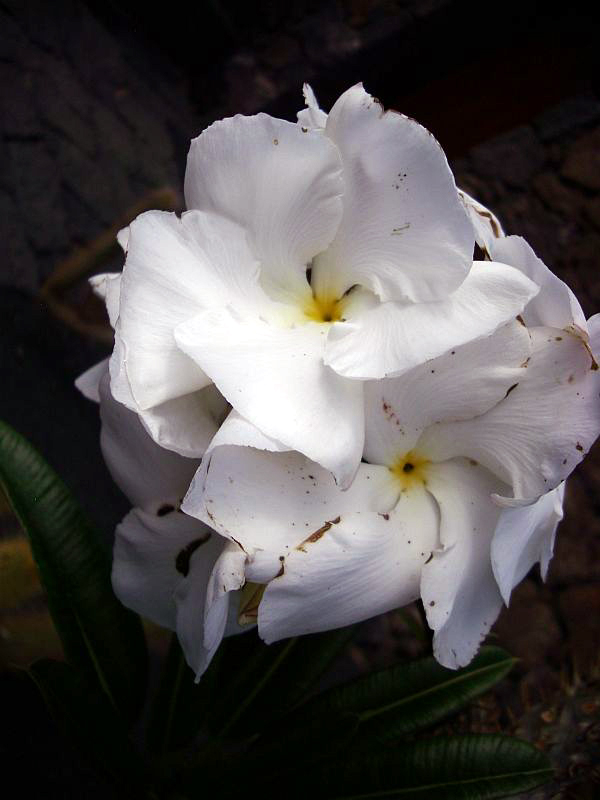
Квіти пахіподіума Ламера

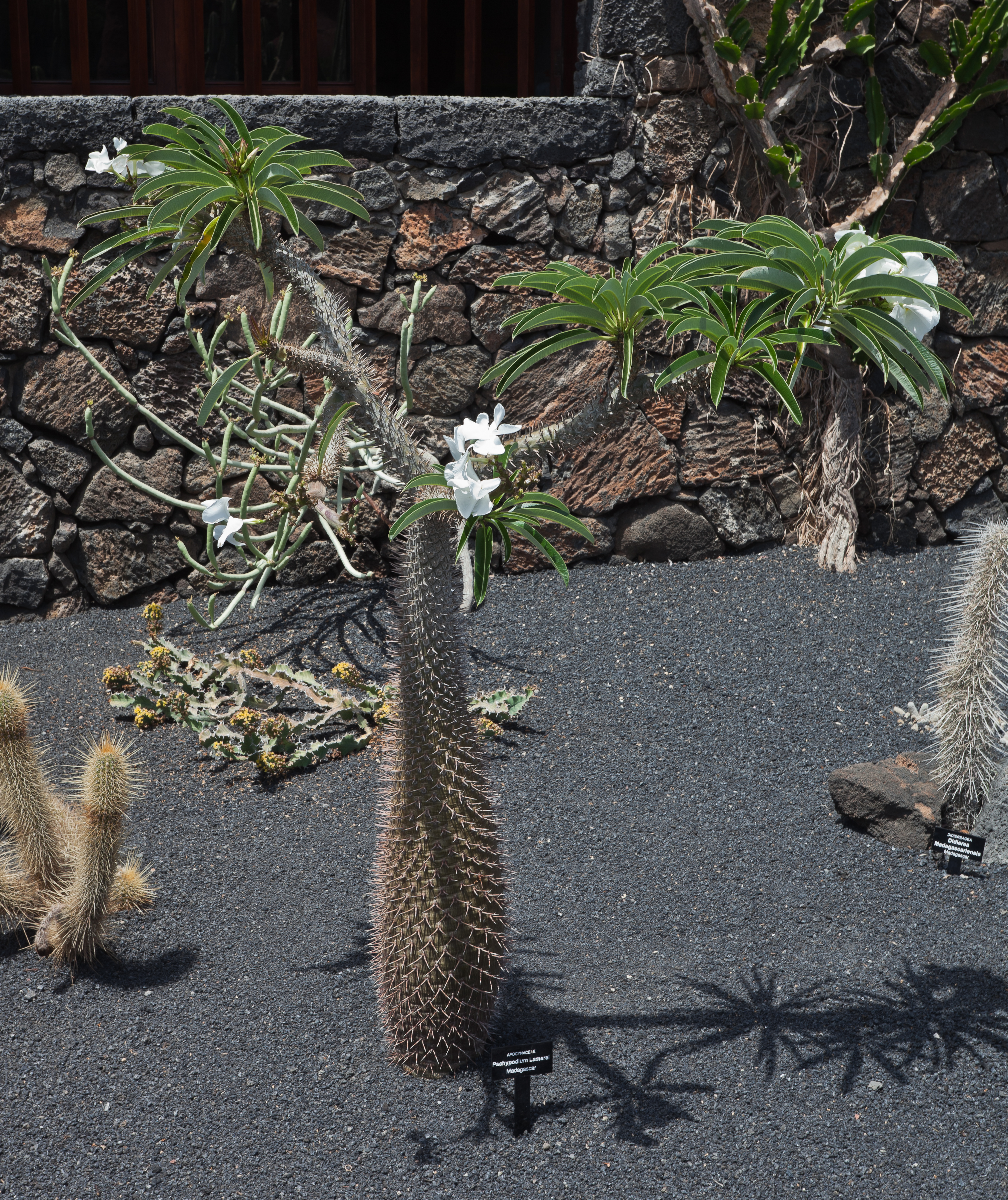
Пахіподіум Ламера в Саду кактусів (Jardín de Cactus), Лансароте, Канарські острови, Іспанія

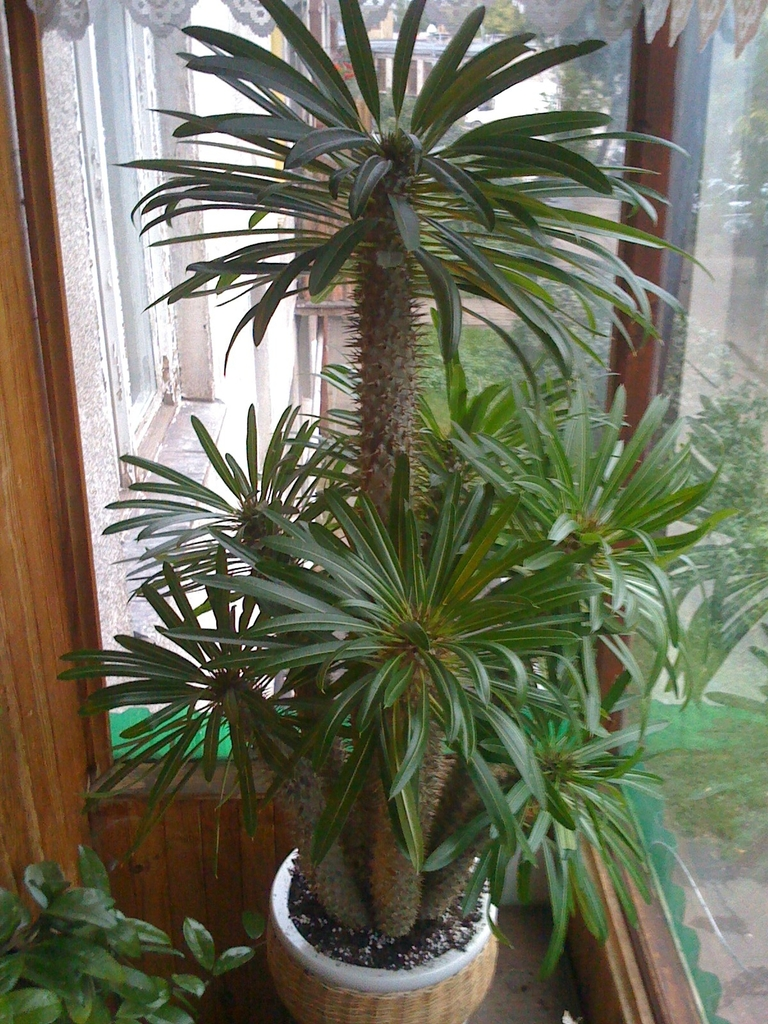
Пахіподіум Ламера в кімнатній культурі

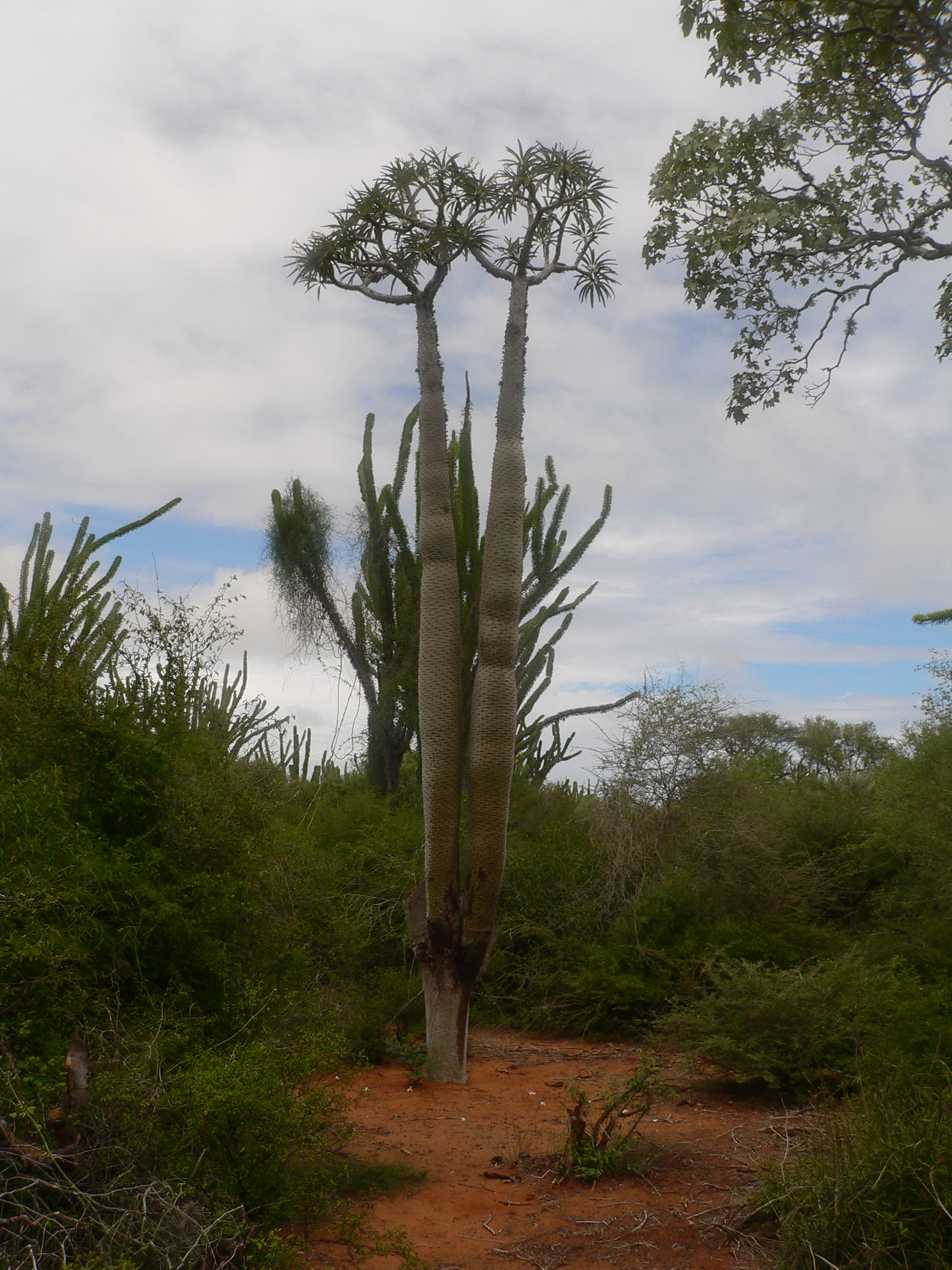
Пахіподіум Ламера у природних умовах на Мадагаскарі

Дерево 6 — 8 м заввишки, з товстим колючим стовбуром. Стебло задерев'яніле, прямостояче, галузиться рідко, злегка потовщене у нижній частині, покрите трохи виступаючими, розташованими по спіралі горбками, на кожному з яких зазвичай по 3 потужні колючки. На верхівці стебла формується щільна розетка темно-зеленого неопушеного листя, глянцевого зверху і блідшого знизу, такого ж, як у олеандра. Листя подовжено-ланцетне, на черешку 3 — 5 см, 13 — 30 см завдовжки і 4 — 9 см завширшки (в культурі значно менше), зі злегка хвилястими краями, на вершині округле з маленьким вістрям. Влітку на дорослих рослинах з листової розетки з'являються ароматні квітки кремово-білого кольору або з легким рожевим відтінком, з жовтим зевом, діаметром до 11 см. Цвітуть тільки дорослі рослини у віці 10 років або більше. Плоди подовжено-овальні, зеленого кольору.

## Поширення у природі
Батьківщина цього виду — південь острова Мадагаскар, де він зростає на вапнякових скелях або гнейсових породах у сухому лісі або на повному сонці на висоті до 750 м над рівнем моря.

## Утримання в культурі
Пахіподіум Ламера — один з найширше культивованих видів. Розмножують верхівковими живцями або насінням. Саджанці ростуть досить швидко порівняно з іншими видами пахіподіумів. Може зростати до 15 см за рік. Рослини повинні мати сонячне місце з великою кількістю води в теплу пору року, влітку рекомендується з приміщення винести на свіже повітря. У прохолодні місяці полив обмежений, а якщо стовпчик термометра опускається нижче +18 °C, тоді взагалі виключений. Чим дорослішою є рослина, тим більше вона в собі містить вологи. Занадто низька вологість ґрунту призводить до скидання листя. Ґрунт має бути повітре- і вологопроникний, добре дренований.